# ماکس داویدسون
ماکس داویدسون (آلمانی: Max Davidson؛ ‏۲۳ مهٔ ۱۸۷۵ – ۴ سپتامبر ۱۹۵۰) بازیگر و کمدین یهودی اهل کشور آلمان بود. وی بین سال‌های ۱۹۱۲ تا ۱۹۴۵ میلادی فعالیت می‌کرد و در طول حدود سی سال فعالیت هنری، در بیش از ۱۸۰ فیلم بازی کرد.
از فیلم‌هایی که وی در آن‌ها نقش داشته است، می‌توان به کوچه هوگان، رَگِـدی رُز، ماشین قراضه پادشاه به سلامت، چرا دخترها جواب رد می‌دهند، عاشق‌شان باش و سیرشان کن و زن جوان بگیر اشاره نمود.